# Saalfeld-Rudolstadt
Saalfeld-Rudolstadt é um distrito (kreis ou landkreis) da Alemanha localizado no estado da Turíngia.

## Cidades e municípios
| Cidades livres e Municípios livres                                     | Cidades livres e Municípios livres                                                                                         |
| ---------------------------------------------------------------------- | --- |
| 1. Bad Blankenburg 2. Königsee 3. Leutenberg 4. Rudolstadt 5. Saalfeld | 1. Allendorf 2. Altenbeuthen 3. Bechstedt 4. Drognitz 5. Hohenwarte 6. Kaulsdorf 7. Uhlstädt-Kirchhasel 8. Unterwellenborn |

| Verwaltungsgemeinschaften                                      | Verwaltungsgemeinschaften |
| -------------------------------------------------------------- | --- |
| 1. Schiefergebirge 1. Gräfenthal2 2. Lehesten2 3. Probstzella1 | 2. Schwarzatal 1. Cursdorf 2. Deesbach 3. Döschnitz 4. Katzhütte 5. Meura 6. Rohrbach 7. Schwarzatal1, 2 8. Schwarzburg 9. Sitzendorf 10. Unterweißbach |
| 1sede 2cidade                                                  | |